# Arbächnubel
Arbächnubel är en bergstopp i Schweiz. Den ligger i distriktet Raron och kantonen Valais, i den centrala delen av landet, 60 km söder om huvudstaden Bern. Toppen på Arbächnubel är 2 239 meter över havet.